# Nick Willing
Nick Willing (Londres, 1961) és un director, productor i escriptor britànic de pel·lícules i sèries de televisió.

## Primers anys
Willing és fill de la pintora portuguesa Dame Paula Rego i de l'artista anglès Victor Willing i durant molts anys va viure a Portugal, però es va establir a Anglaterra als 12 anys després que la família patís una fallida del negoci. El 2017 va dirigir una pel·lícula de televisió, Paula Rego, Secrets & Stories, sobre la seva mare, amb les seves dues germanes i el seu cunyat, l’escultor australià Ron Mueck.
Es va graduar a The National Film and Television School el 1982 i va començar a dirigir vídeos musicals per a bandes com Eurythmics, Bob Geldof, Swing Out Sister, Debbie Gibson, Kirsty MacColl, Kim Appleby, Tony Banks i Nik Kershaw.
Durant aquest període també va estar escrivint guions, i el 1996 la seva adaptació de la novel·la Photographing Fairies de Steve Szilagyi va ser finançada per PolyGram Filmed Entertainment i es va convertir en un llargmetratge. Fotografiant fades va ser un èxit de crítica i va guanyar diversos premis, com ara la Méliès d'Or el 1998.
Després va rodar Alice in Wonderland amb un repartiment format per Whoopi Goldberg, Ben Kingsley, Robbie Coltrane, Martin Short, Peter Ustinov, Gene Wilder, Ken Dodd, Christopher Lloyd, George Wendt i Miranda Richardson. Alice es va fer per a la cadena de televisió NBC el 1999 i va guanyar 4 Primetime Emmys.

## Filmografia
- 1997 – Fotografiant fades
- 1999 – Alice in Wonderland
- 2000 – Jason and the Argonauts
- 2002 – Close Your Eyes a.k.a. Doctor Sleep i Hypnotic
- 2004 – Sea of Souls
- 2005 – The River King
- 2006 – Jackanory, The Magician of Samarkand i Muddle Earth
- 2007 – Tin Man
- 2009 – Alice
- 2011 – Neverland
- 2013 – Baby Sellers
- 2014 – Altar
- 2015 – Olympus
- 2017 – Paula Rego, Secrets & Stories
- 2019 – Unstoppable. Sean Scully & The Art of Everything

## Com a escriptor
Nick Willing va escriure les seves dues primeres pel·lícules Fotografiant fades i Doctor Sleep i va continuar desenvolupant les històries curtes de H. G. Wells en una sèrie de televisió semibiogràfica, The Infinite Worlds of H. G. Wells, que es va estrenar el 2001. Més recentment, va escriure la sèrie Alice que va rebre dues nominacions als premis Primetime Emmy, i Neverland per a la xarxa Syfy i Sky Movies.
El 2014, va escriure el thriller Altar i va crear la sèrie de 13 parts Olympus.

## Casa Das Historias

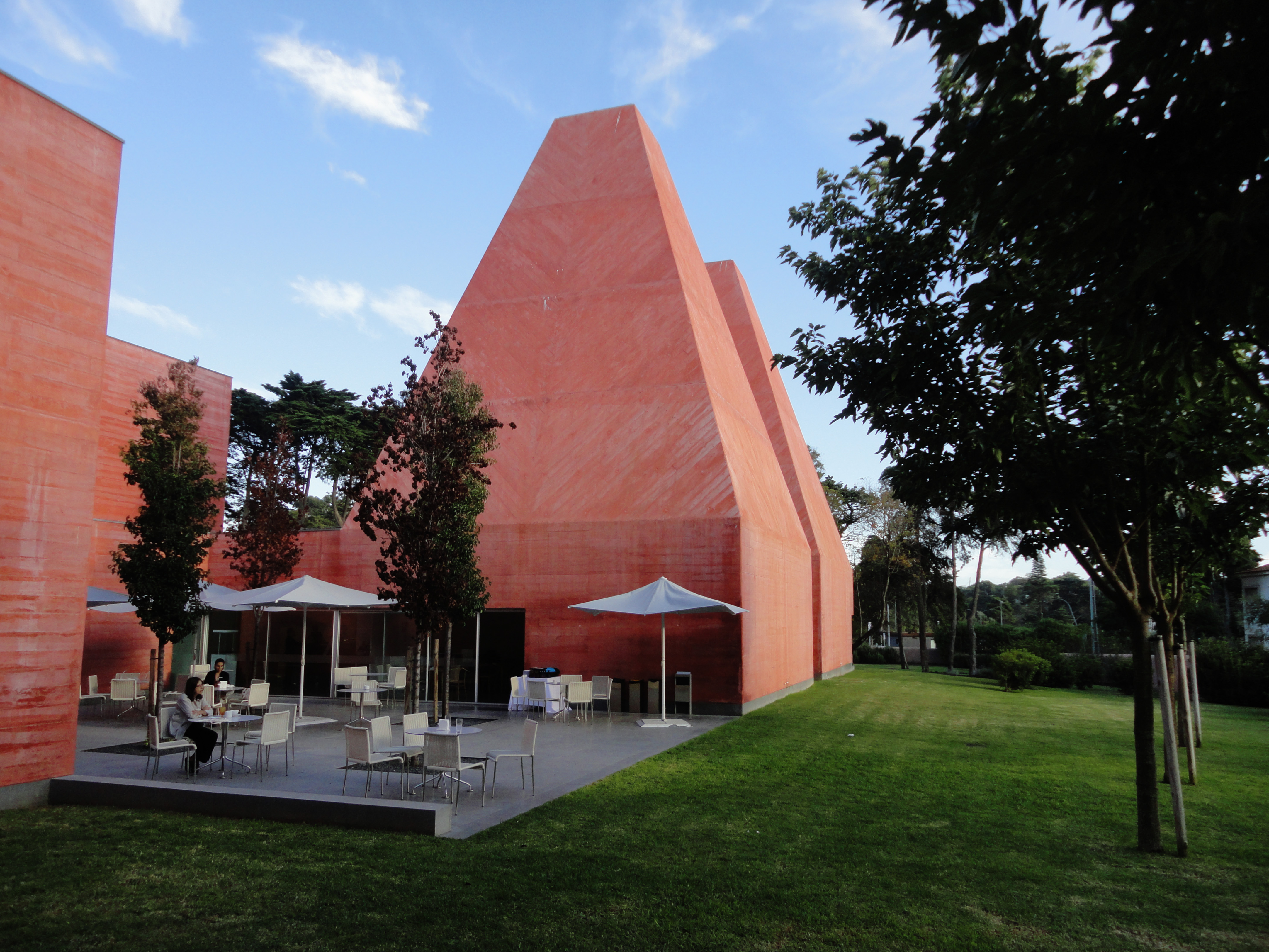
Casa Das Historias Paula Rego

El 2013, Nick va intervenir per ajudar a negociar un contracte alternatiu per a la Casa Das Historias Paula Rego, a Cascais, Portugal dedicat a l'obra de la seva mare. Com a conseqüència de la rescat econòmic de Portugal per part de la Unió Europea i l'FMI, el govern portuguès va tancar diverses fundacions, inclosa la de Paula Rego, deixant el museu en els llimbs. Ara segueix en un paper administratiu, representant els interessos de la seva mare al museu.

## Entrevistes
- «Hypnotic Interview». Cinefile, 20-11-2003. Arxivat 21 de maig 2012 a Wayback Machine.
- «Alice: Interviews with the Star & the Writer/Director». TVTango.com, 05-12-2009.
- «Neverland Interview». Collider.com, 30-11-2011.
- «Haunting of Radcliffe House Interview». Movies in focus, 25-05-2015.
- «Olympus Interview». scifitalk.com, 27-03-2015. Arxivat 31 de maig 2016 a Wayback Machine.
- «Olympus Interview». scifivision.com, 09-04-2015.